# جميع رجال الشرطة أوباش

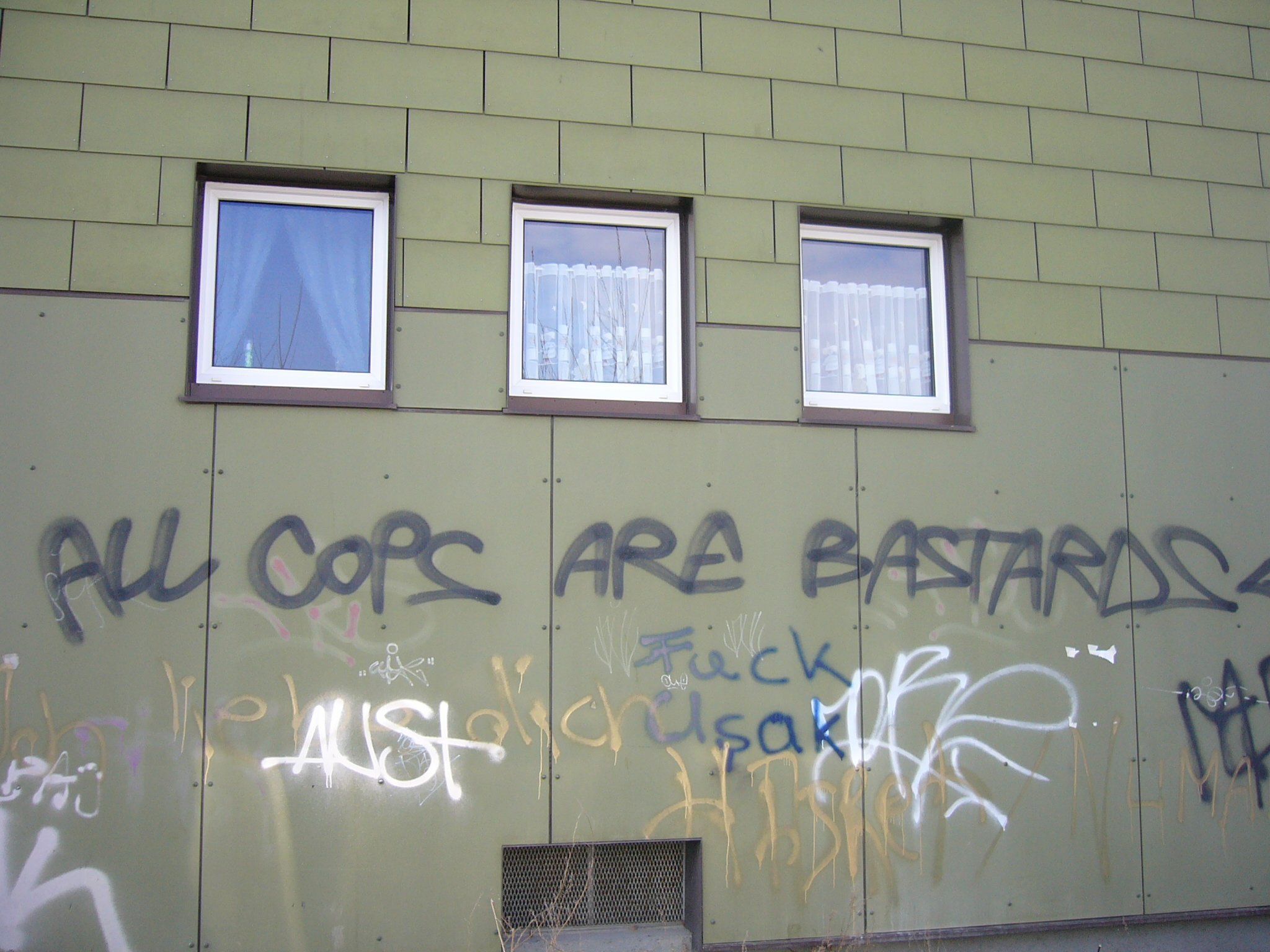
"شعار ACAB على الجدران".

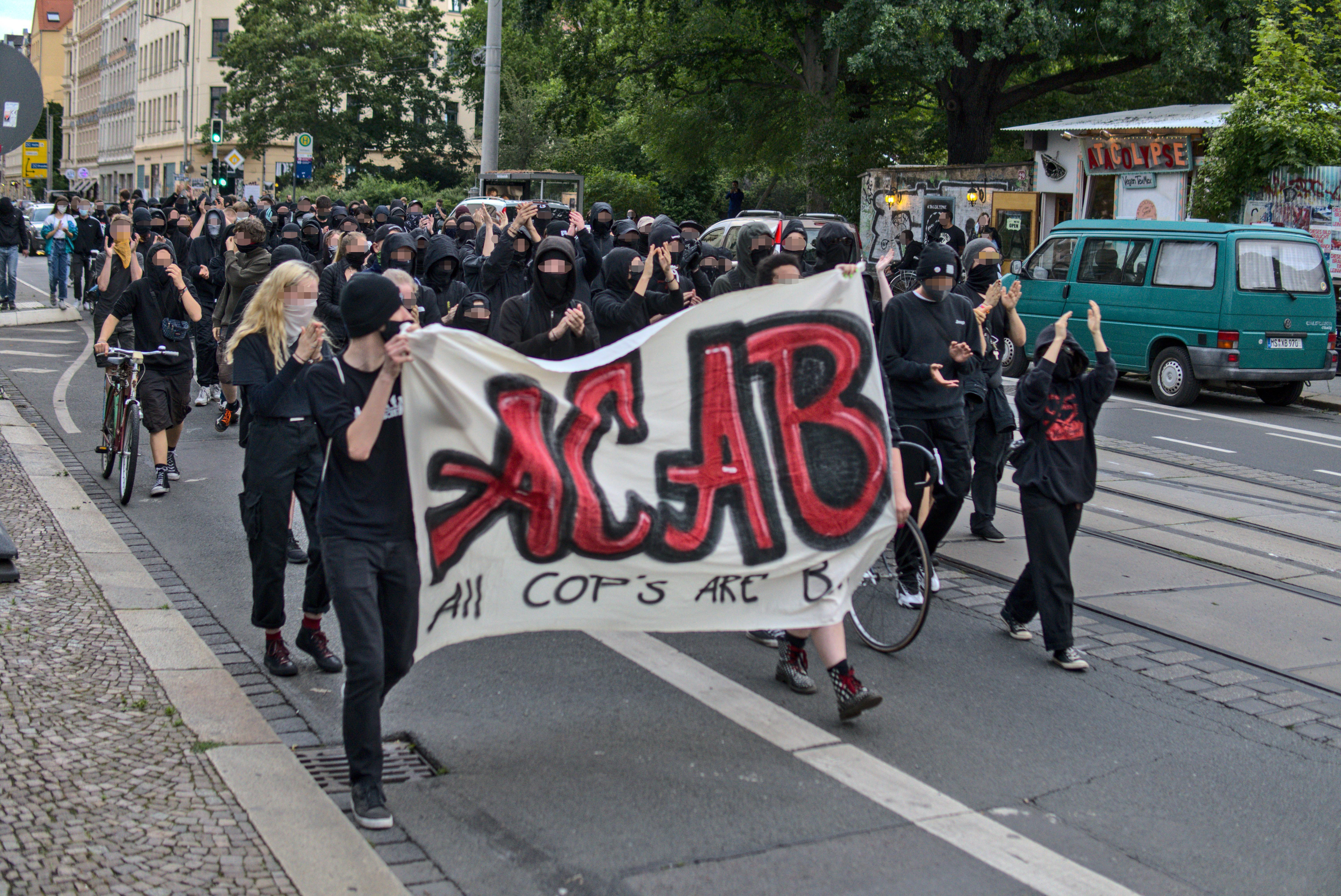
الاحتجاج الأناركي

جميع رجال الشرطة أوباش هي تعريب لشعار (All Cops Are Bastards) الذي يختصر في الأكرنيم التالي: "A.C.A.B". وقد ظهر هذا الشعار خلال إضراب عمال المناجم في بريطانيا عامي 1984-1985، ويقوم بعض نزلاء سجون المملكة المتحدة بوشمه على أجسامهم، كما يرفعه أنصار بعض النوادي الأوربية المعروفون بألتراس. وانتقل منهم إلى بعض أنصار النوادي الكبرى بشمال أفريقيا من المغرب الأقصى  حيث يكتب هذا الأكرنيم على بعض جدران المدن، ويرفعه بعض أنصار النوادي الرياضية الكبرى.

## وصلات خارجية
- (بالإنجليزية) Essay
- (بالإنجليزية) Acronym Finder

## إشارات مرجعية
1. ↑  A.C.A.B نسخة محفوظة 06 أكتوبر 2017 على موقع واي باك مشين.